# عبد الحسين المرعشي
السيد عبد الحسين بن علي أصغر بن أبو الفتح بن علي التستري المرعشي (ت. 1322 هـ). رجل دين وفقيه ومتكلم شيعي إيراني الأصل زنجباري الهجرة حيث ترجع أصوله إلى مدينة تستر الإيرانيَّة، وكانت عمدة دراساته الدينيَّة في النجف، ويروي بالإجازة عن حسين الخليلي.
وكان المرعشي من أوائل دعاة الشيعة الذين هاجروا إلى زنجبار وأقاموا بها، وقد ترجم له شهاب الدين المرعشي النجفي في كتابه شرح إحقاق الحق قائلاً عنه: «هو أول من سافر إلى زنجبار في إفريقيا لترويج الشرع ونشر التشيع» و«تشيع ببركته جماعة كثيرة من أهالي تلك البلدة».

## نقده
ذكر آغا بزرگ الطهراني أنَّ المرعشي حين فرغ من كتابة رسالته التي كتبها في جواب القاضي الإباضي سيف الخروصي؛ بادر غلام حسين الحيدر آبادي إلى تضليل المرعشي، وكتب بعدها المرعشي جواباً لاعتراضات الحيدر آبادي، فبدأ بمقدمات أربع تفصيلاً ثم شرع في الجواب، ثم كتب علي بن عبد الله بن علي البحراني رسالة نقد فيها رأي المرعشي، فكتب المرعشي رسالة ثالثة أبسط من الثانية، وألحقها برسالة رابعة أوسع وأشمل من سابقاتها، وفرغ من كتابتها سنة 1310 هـ، وقوبلت رسالته الأخيرة برضا جمع من أكابر علماء الشيعة الإثني عشريَّة، وكتبوا عليها التقاريظ، وهم: حسين الخليلي الطهراني، ومحمد كاظم الطباطبائي اليزدي، وعبد الله المازندراني، وعلي النهاوندي، وأبو القاسم الجيلاني، ومحمد علي الچهاردهي، ومحمد علي الخوانساري، وأبو تراب الخوانساري، وإسماعيل القرة باغي.

## مؤلفاته
مؤلفاته:
| - متقن السناد في شرح نجاة العباد. شرح على كتاب نجاة العباد، وذكره آغا بزرگ الطهراني في موضوعين من موسوعته الذريعة إلى تصانيف الشيعة حاكياً أنَّه بعض أجزاء الكتاب هي في شرح كفاية السبزواري وليست في شرح نجاة العبادة، وذكر أنَّه اطلع على نسخ الكتاب المخطوطة في النجف. | - رسالة في علم الباري وإنكار تعلقه بالمستحيل. رسالة مختصرة في مئتي بيت بخطه، كتبها لجواب قاضي زنجبار الإباضي سيف بن ناصر بن سليمان الخروصي قاضي زنجبار، قدَّم خمس مقدمات ثم أجاب عن ثلاثة أمور؛ عموم علمه، وكيفية تعلقه بالمعدوم، والتوفيق بين كون علمه أزليا وما يظهر منذ حدوثه. |

## وفاته
كانت وفاته كما ذكر المرعشي النجفي في شرح إحقاق الحق في مكة سنة 1322 هـ، وبها دفن بالقرب من قبر عبد المطلب.